# Stade Ahmed Kaïd
Stade Ahmed Kaïd – wielofunkcyjny stadion w Tijaracie, w Algierii. Obiekt może pomieścić 30 000 widzów. Swoje spotkania rozgrywają na nim piłkarze klubu JSM Tiaret.